# 第二十二航空隊
第二十二航空隊（だい22こうくうたい）は、日本海軍の部隊の一つ。水上偵察機からなる偵察部隊として編制され、日華事変序盤に華中方面で偵察・臨検・爆撃に従事した。なお、二十二空は神川丸の就役とともに飛行隊に編入された。神川丸は昭和14年度に母艦任務からはずされ、艦載機は水上基地に移されて「第十六航空隊（初代）」を名乗った。本稿では初代十六空も述べる。

## 第二十二航空隊

### 沿革
昭和12年7月7日、盧溝橋事件が勃発し、日中の武力衝突が始まるやいなや、海軍は事件からわずか4日後の11日に6個航空隊の大陸派遣を決定した。戦略爆撃を担当する第一連合航空隊は木更津海軍航空隊と鹿屋海軍航空隊からなり、制空を担当する2個航空隊と偵察を担当する2個航空隊は第二連合航空隊を編制した。二十二空は二連空の偵察部隊として佐世保海軍航空隊から6機を選抜して編制し、華中方面に投入された。
- 昭和12年（1937年）

7月11日　佐世保飛行場で臨時編制。第二連合航空隊に編入（水上偵察機6）。
7月28日　第三艦隊附属に編入。
　　　　　　　　　当面の間、給油艦「鶴見」による補給支援を実施。
8月11日　「鶴見」に機体を搭載。要員も同乗し佐世保を出航。13日、馬鞍山諸島泗礁山泊地に到着。
8月16日　上海防空のため全機初出撃。
　　　　　　　　　以後、泗礁山泊地を拠点に上海の偵察・哨戒・船舶管制に従事。
9月16日　二連空の南京空襲開始。揚子江下流域の哨戒に従事。
9月18日　徴用船「神川丸」、特設水上機母艦への改装完了。
10月5日　「神川丸」、空船で泗礁山泊地に到着。二十二空を神川丸飛行隊に編入することとする。
10月9日　泗礁山泊地にて神川丸への収容が完了。二十二空を解散し、神川丸艦長隷下の飛行隊に改編。
「神川丸」は第三航空船体に編入され、飛行隊は二十二空による二連空南京空襲後方支援任務を継続した。年が明けると華南に移り、他の水上機母艦と合同で華南方面の封鎖や内陸爆撃に飛行隊を運用した。13年春には陸海全戦力を投入した漢口攻略作戦に転用され、前路哨戒を担当している。漢口攻略が目前に迫った13年秋に広東攻略に向けた事前偵察・陸軍飛行隊の協力に従事し、昭和13年12月15日をもって航空機運搬艦に転用され、第一線から退いた。この転属のたびに佐世保や高雄に帰港し、機体・要員を交代させつつ大陸の航空任務を継続した。

### 主力機種
- 九五式水上偵察機

### 歴代司令
- 宗雪新之助 中佐：昭和12年7月11日-昭和12年10月9日神川丸飛行隊に編入

## 第十六航空隊（初代）

### 沿革
昭和13年12月15日に神川丸が水上機母艦から航空機運搬艦に改編され、第一線から退くことから、艦載機は1年ぶりに水上基地に下りることとなった。華南方面には第十四航空隊と高雄海軍航空隊がおり、内陸への長距離爆撃を続行していたが、海上警戒に必要な偵察機が乏しかった。そこで神川丸艦載機のうち9機を、水上艦の拠点としていた万山群島に残留することとした。もっとも、神川丸は頻繁に万山群島泊地に立ち寄り、十六空を支援していた。
- 昭和13年（1938年）

12月15日　神川丸艦載機9機で臨時編制。第三連合航空隊に編入。
　　　　　　　　　以後、万山群島を拠点に沿岸の偵察・哨戒・船舶管制、内陸の陸軍部隊支援に従事。
- 昭和14年（1939年）

6月頃　　陸軍の汕頭攻略作戦を上空支援。
11月15日　神川丸、水上機母艦に復帰。十六空を収容し、飛行隊を再編。
十六空そのものの行動は目立ったものではなかったが、日常的な偵察・哨戒任務をこなした。神川丸はさっそく水上機母艦としての任務を再開したが、早速12月に九塘に展開していた第五師団が敵軍に包囲される事態が起こり、三連空の救援攻撃作戦に加わった。救出された今村均師団長は三連空および神川丸に感状を送っている。以後、昭和18年5月29日に戦没するまでの長きに渡り、神川丸は母艦任務を貫徹した。

### 主力機種
- 九五式水上偵察機

### 歴代司令
- 横川市平 大佐：昭和13年12月15日-昭和14年11月15日神川丸飛行隊に編入